# Bahía de Sechura
La Bahía de Sechura es una bahía situada al noroeste del Perú, en el litoral de la provincia de Sechura, dentro del departamento de Piura. Constituye un amplio entrante del océano Pacífico que se extiende a lo largo de unos 89 km entre la punta Gobernador, al norte, y la punta Aguja, al sur, en el extremo septentrional de la península de Illescas. Comprende un área de aproximadamente 1 120 km², y en ella desemboca el río Piura. Cuenta con playas arenosas de suave declive y un hábitat marino de alta productividad biológica.
El bordero costero de la bahía de Sechura se caracteriza por la presencia de humedales, que están conformados por el estuario de Virrilá, los manglares de San Pedro y Palo Parado; todo este sistema de humedales resalta por sus características biológicas particulares, tanto por su flora como por su fauna silvestre (destacando las aves migratorias).
Mediante la Ordenanza Regional Nº 496-2023/GRP-CR declara a la Bahía de Sechura como área exclusiva para el desarrollo de las actividades de la pesca y la acuicultura.

## Descripción geográfica
La bahía de Sechura se encuentra ubicada entre los paralelos 5°18’46” y 5°50’33” de latitud sur. Tiene una longitud de 23 km de este a oeste, y de unos 62 km de norte a sur, alcanzando una profundidad máxima de 80 metros, a 35 km de la caleta Matacaballo. Presenta también una gran planicie o área somera entre caleta Constante y punta Tric trac, con una profundidad máxima de 10 metros a 9 km de la caleta Vichayito. Esta bahía se ubica en la zona de convergencia de aguas frías de la corriente costera peruana y de aguas cálidas ecuatoriales superficiales.
Entre punta Gobernador y la bocana del río Piura se encuentran las playas de San Pedro y San Pablo, donde en las zonas intermareales se observan importantes bancos de concha piojosas (Tivela hians) y palabrita (Donax peruvianus). Cerca de la desembocadura del río Piura se ubican los manglares de San Pedro, considerado el extremo sur de la presencia de este ecosistema en la costa suroriental del continente americano. De este lugar hasta la caleta Parachique la costa presenta sección de terrenos inundables en determinadas épocas del año. En el extremo sur desde el estuario de Virrilá a Punta Tric Trac las playas de arena se hacen más angostas. Desde este punto hasta punta Aguja se da paso a pequeñas playas pedregosas y orillas rocosas, así como la presencia de barrancos, dominado por los cerros de la península de Illescas.
La bahía de Sechura es un sitio importante y tradicional de pesca artesanal, albergando 12 caletas: Playa Casita, San Pedro, San Pablo, Chullillachi, Palo Parado, Matacaballo, Las Delicias y Parachique en las que se registran diariamente los desembarques pesqueros. En esta bahía también se encuentra el puerto de Bayoyar, lugar donde se embarca toda la producción petrolífera de la selva norte del Perú. 

## Diversidad biológica
La bahía de Sechura presenta una gran biodiversidad marina, debido a que es una importante área costera con altos contenidos de nutrientes y elevada producción de fitoplancton, zooplancton e ictioplancton. Toda esta singular riqueza biológica está representada principalmente por 117 especies de la macrofauna distribuidas en 4 grandes grupos: 57 especies de poliquetos, 24 especies de crustáceos, 21 especies de moluscos y 15 especies de otros grupos, como de equinodermos, nemertinos y platelmintos.
En la bahía se han registrado más de 70 especies de aves, entre residentes y migratorias. En este grupo se encuentran el flamenco (Phoenicopterus chilensis), el piquero peruano (Sula variegata), el cormorán guanay (Leucocarbo bougainvillii), la cigüeña gabán (Mycteria americana) y el pelícano peruano (Pelecanus thagus), etc. Las especies más abundantes de peces está representada por la anchoveta (Engraulis ringens), sardina (Sardinops sagax sagax), bonito (Sarda chiliensis chiliensis), lisa (Mugil cephalus), caballa (Scomber japonicus), cachema (Cynoscion analis), jurel (Trachurus picturatus murphyi) y suco (Paralonchurus peruanus).
El mundo submarino de la bahía de Sechura muestra un impresionante paisaje y mucha vida, donde los peces e invertebrados son los grupos taxonómicos más representativos. Los invertebrados comerciales entre moluscos y crustáceos se encuentran la pota (Dosidicus gigas), el calamar común (Loligo gahi), caracol negro (Stramonita chocolata), caracol gringo (Bursa ventricosa), langostino café (Farfantepenaeus californiensis) y caracol babosa (Sinum symba). Asimismo, esta bahía constituye el segundo principal banco natural de concha de abanico (Argopecten purpuratus) en el Perú, el primero se encuentra en la bahía de la Independencia.
La bahía de Sechura se caracteriza también por contener importantes praderas de macroalgas marinas, que forman bosques bajo el mar, la cual sostiene una rica biodiversidad marina. Las principales especies de algas son Caulerpa flagelliformis, Chondracanthus chamissoi, Rhodophyta, Rhodymenia sp. y Grateulopia doriphora.